# Pseudohadena sengana
Pseudohadena sengana är en fjärilsart som beskrevs av Brandt 1941. Pseudohadena sengana ingår i släktet Pseudohadena och familjen nattflyn. Inga underarter finns listade.